# Hingenberg
Hingenberg ist eine aus einer Hofschaft hervorgegangene Ortslage in der bergischen Großstadt Solingen. 

## Lage und Beschreibung
Der Ort befindet sich zentral im Stadtbezirk Burg/Höhscheid und gehört zum dortigen Stadtteil Höhscheid. Die Hofschaft, die heute teilweise in der geschlossenen Bebauung aufgegangen ist, liegt an einem nördlichen Talhang des Weinsbergtals sowie am Rande der über einen kleinen Höhenzug führenden Bergerstraße, die Höhscheid mit Kohlsberg verbindet. Östlich fließt der Hingenberger Bach, der im Süden in den Weinsberger Bach mündet. Östlich befindet sich außerdem der evangelische Friedhof an der Regerstraße. 
Die zu dem Ort gehörenden Gebäude sind über mehrere Stichstraßen mit dem Namen Hingenberg von der Bergerstraße sowie dem Johänntgesbrucher Weg aus zu erreichen. Auch eine im Ort befindliche Bushaltestelle der Oberleitungsbuslinie 682 der Stadtwerke Solingen trägt den Namen des Ortes. In Hingenberg sind zudem noch mehrere historische Fachwerk- und Schieferhäuser erhalten, von denen eines heute unter Denkmalschutz steht.
Benachbarte Orte sind bzw. waren (von Nord nach West): Neuenkamp, Neuenhof, Weinsberg, Pereskotten, Bechershäuschen, Untenfürkelt, Johänntgesbruch, Mittel- und Obenhöhscheid sowie Bauermannskulle.

## Etymologie
Der Ortsname ist wahrscheinlich von dem Wort hingen = hinten abgeleitet. Er wird daher als hinter'm Berg gedeutet.

## Geschichte
Der Ort kann bis in das 15. Jahrhundert zurückverfolgt werden. Er wurde erstmals im Zehntverzeichnis des Klosters Altenberg als Schremgensbergh urkundlich erwähnt.:2
In der Karte Topographia Ducatus Montani, Blatt Amt Solingen, von Erich Philipp Ploennies aus dem Jahr 1715 ist der Ort mit zwei Hofstellen verzeichnet und als Hengenberg benannt. Er wurde in den Ortsregistern der Honschaft Höhscheid innerhalb des Amtes Solingen geführt. Die Topographische Aufnahme der Rheinlande von 1824 verzeichnet den Ort als Hingenberg, ebenso wie die Preußische Uraufnahme von 1844. In der Topographischen Karte des Regierungsbezirks Düsseldorf von 1871 ist der Ort ebenfalls als Hingenberg verzeichnet.
Die Geschichte der Hingenberger Schule lässt sich bis in das 17. Jahrhundert zurückverfolgen. Die Schule im Ort zählte zu den ältesten aller Solinger Hofschaftsschulen, eine erste eigene Schule ist dort seit dem Jahre 1695 belegt. Der Schulunterricht erfolgte in wechselnden Privathäusern im Ort, bis im Jahre 1776 ein eigenes Schulgebäude angekauft wurde. Im Jahre 1811 ging die Privatschule auf die Gemeinde Höhscheid über. Das alte Schulhaus wurde in baufälligem Zustand durch ein 1826 neu errichtetes Gebäude an der späteren Bergerstraße 95 ersetzt. Das Schulhaus von 1776 ist als Wohnhaus noch vorhanden. Die neue Hingenberger Volksschule wurde schließlich durch politischen Beschluss im Jahre 1933 mit der Schule Stübchen zusammengelegt und der Unterricht am Hingenberg eingestellt. Das Gebäude diente später unter anderem als Flüchtlingsunterkunft, bevor es um 2011 abgerissen wurde. Auf dem Grundstück entstanden bis 2013 mehrere Neubauten von Wohnhäusern.
Nach Gründung der Mairien und späteren Bürgermeistereien Anfang des 19. Jahrhunderts gehörte der Ort zur Bürgermeisterei Höhscheid, die 1856 zur Stadt erhoben wurde und lag dort in der Flur III. Neuenhof. 
Mit der Städtevereinigung zu Groß-Solingen im Jahre 1929 wurde Hingenberg ein Ortsteil Solingens. Als Baudenkmal in die Solinger Denkmalliste aufgenommen wurde im Jahr 1984 von den historischen Gebäuden im Ort das als Wohnhaus genutzte Gebäude Hingenberg 14, 16, das oben abgebildet ist.